# آناسو جوبودوانا
آناسو جوبودوانا (انگلیسی: Anaso Jobodwana؛ زادهٔ ۳۰ ژوئیهٔ ۱۹۹۲) یک دونده اهل آفریقای جنوبی است. از افتخارات وی میتوان وی می‌توان به کسب مدال برنز دو ۲۰۰ متر در ۲۰۱۵ پکن اشاره کرد.